# Eurocard

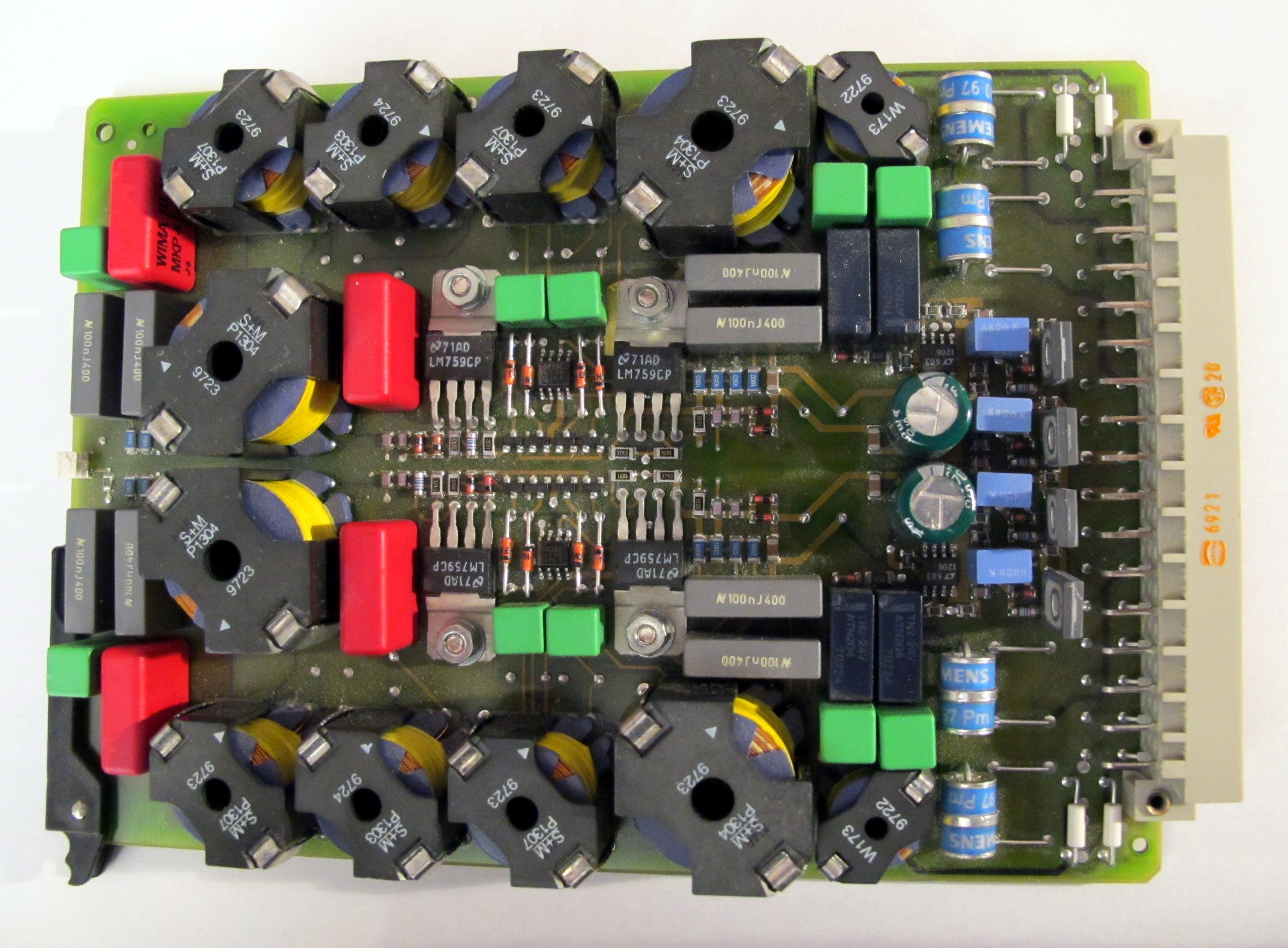
Targeta Eurocard amb connector DIN 41612 a la dreta.

Eurocard és un format estàndard europeu per plaques de circuit imprès, que poden connectar-se en subbastidors estandarditzats. El subbastidor consisteix en una sèrie de ranures d'ampliació amb guies a la part superior i inferior, en la qual llisquen les targetes fins que s'alineen amb el frontal, com llibres en un prestatge. A la darrera de cada targeta hi ha un o més connectors, que es connecten a un backplane que tanca la posterior del subbastidor.

## Dimensions estàndard
Els subbastidors Eurocard tenen mides estandarditzades en tres dimensions. L'altura està especificada per la unitat U (que significa Unitat), on 1 U és 1,75 polzades. L'ample s'especifica per la unitat HP (que significa Horitzontal Pitch) o T on 1 HP equival a 0,20 polzades. L'altura menor és 3U.
L'estàndard permet un gran nombre de permutacions, però a la pràctica només hi ha relativament poques mides en ús. Una Eurocard de mida simple és de 100 mm x 160 mm i una Eurocard de doble mida, 233,4 mm x 160 mm. L'altura és normalment de 3U o 6U, i només ocasionalment 9U. Els 160 mm de profunditat és avui el més comú, seguit de pels 220 mm. Tanmateix, el maquinari estàndard també està disponible per donar cabuda a profunditats de 100 mm, 280 mm, 340 mm i 400 mm.